# Asón Inmobiliaria de Arriendos
Asón Inmobiliaria de Arriendos es una compañía constructora española, constituida en octubre de 1974, que actualmente forma parte del grupo El Corte Inglés. 
Su presidente después de la adquisición por parte de El Corte Inglés, en diciembre de 2006, era Isidoro Álvarez. Hasta la fecha de venta era propiedad de la familia Reyzábal y su presidente era Florentino Reyzábal Larrouy, quien ostentaba dicho cargo desde el 25 de enero de 2005.
Entre los activos de dicha constructora en Madrid se calcula que posee aproximadamente 60.000 metros cuadrados de superficie de oficinas y 800 plazas de aparcamientos. Cabe destacar: el solar dejado por el Edificio Windsor (30 000 metros cuadrados de edificabilidad), así como el cien por cien de dos empresas que tenían su sede social en dicho edificio : Esgueva e Izaro Films, el Edificio Marbella, junto a la avenida de la Ilustración, diversos locales en el Barrio de Salamanca y Chamberí. También posee fincas en Castellón, Murcia y Vizcaya.
Según datos del registro mercantil, en 2005 la sociedad consiguió incrementar su beneficio neto un 55% (a pesar del incendio del Edificio Windsor), teniendo un resultado neto de 2,66 millones de euros frente a los 1,71 millones de 2004. En cambio la cifra de negocios se ha visto drásticamente reducida pasando en 2005 a 9,1 millones de euros, frente a los 19 millones de euros en 2004 y los 18,3 millones de euros en 2003.

## Venta a El Corte Inglés
En mayo de 2006 la familia Reyzábal, después de recibir ofertas no solicitadas, decidió poner a la venta la constructora y con ella todos sus activos inmobiliarios. Para llevar a cabo la operación la sociedad se puso en contacto con el Grupo Santander que, a través de su unidad de Corporate Finance, actuó como asesor exclusivo de los vendedores y contó con Knight Frank como experto técnico e inmobiliario.
Entonces la operación se valoraba en unos de 600 millones de euros.
Se abría así unas de las mayores operaciones inmobiliarias en España, despertando el interés de unas veinte compañías, que tras una primera selección, quedaron en seis. Entre ellas se encontraban inmobiliarias como Colonial, que tras su fusión con Inmocaral dio lugar a la segunda inmobiliaria cotizada española tras Metrovacesa.
También se presentaba una oferta conjunta por parte de la Inmobiliaria Layetana y el fondo inmobiliario de capital riesgo Carlyle, considerándose entonces como prácticamente segura la venta.[cita requerida]
Pero El Corte Inglés, con una oferta a la baja bastante inferior a lo barajado hasta entonces, unos 450 millones de euros, se hizo con la constructora.
Según parece posteriormente a la oferta realizada, el grupo de Isidoro Álvarez advirtió al resto de posibles compradores de la existencia de un pleito por los daños que el incendio del edificio Windsor ocasionó a su centro comercial de Nuevos Ministerios, lo que añadía una incertidumbre al precio definitivo de la operación.
Además, las buenas relaciones existentes entre El Corte Inglés y FCC, propietaria del 80% de la Torre Picasso y muy interesada en comprar el 20% restante, entonces en manos de la inmobiliaria Asón a través de la sociedad Per Gestora Inmobiliaria, tuvo un peso específico en la negociación.
Cabe destacar que precisamente en julio de 2007, la empresa controlada por Esther Koplowitz se hizo con el 20% restante de Per Gestora Inmobiliaria, por un valor de 170 millones de euros, haciéndose así con el control del 100% del capital de la Torre Picasso de Madrid.